# Tony Yates
Tony Yates (Lawrenceburg, 15 settembre 1937 – Mason, 16 maggio 2020) è stato un cestista e allenatore di pallacanestro statunitense.

## Carriera
Arrivò tardi al basket NCAA, approdando ventidueenne alla University of Cincinnati. Con i Bearcats vinse due titoli, nel 1961 e nel 1962 e nel 1963 venne inserito nel terzo quintetto All-America.
Venne selezionato al quinto giro del Draft NBA 1963 dai St. Louis Hawks, ma non giocò mai nella NBA.
Cominciò quindi una carriera da allenatore, che lo portò ad allenare per sei stagioni, dal 1983 al 1989, la University of Cincinnati.

## Palmarès
- 2 volte campione NCAA (1961, 1962)
- NCAA AP All-America Third Team (1963)